# Merveilleuse de Vottem
La Merveilleuse de Vottem est une variété de fraise (Fragaria × ananassa Duch.), issue de Vottem (Belgique). Considérée la perle noire de la banlieue liégeoise, elle a un beau fruit sucré à la chair rouge sang, très juteuse. Elle était vendue jadis dans des paniers en osier et cultivée sur les coteaux de Vottem.

## Cultivation et commercialisation
Cette variété était un des produits phares de la Criée Coopérative de Vottem, où elle était surtout cultivée dans le centre et la partie basse du village. Dans les années 1950, cette criée commercialisait entre 18 et 37 tonnes de fraises par année, produites par environ 200 producteurs.
Actuellement, les fraisiers de cette variété sont commercialisés notamment par M. Libotte et M. Martin, tous deux à Soumagne.

## Caractéristiques
Beau fruit conique, chair bordeaux foncé, très juteuse, production mi-hâtive,,.

## Synonymes
Les synonymes sont : Noire de Vottem, Merveilleuse foncée de Vottem, Foncée de Vottem. Il se pourrait que cette variété soit la même également que la Noire de Milmort.